# Babina lini
Babina lini es una especie de anfibio anuro de la familia Ranidae.

## Distribución geográfica
Esta especie habita:
- en la República Popular de China, en el sureste de Yunnan, en el distrito de Simao, y en Honghe Hani y en la Prefectura Autónoma de Yi;
- en Tailandia en las provincias de Loei y Phetchabun;
- en Vietnam, en las provincias de Sơn La y Điện Biên;
- en Laos en la provincia de Xieng Khouang.[3]

## Descripción
Babina lini mide en promedio de 44 a 62 mm.

## Etimología
Esta especie lleva el nombre en honor a Edgar Jun-yi Lin, quien estudió anfibios y reptiles en Taiwán y trabajó para la preservación ambiental de la isla.

## Publicación original
- Chou, 1999 : A new frog of the genus Rana (Anura: Ranidae) from China. Herpetologica, vol. 55, n.º 3, p. 389-400.[4]